# AC Juventus
AC Juventus is een Braziliaanse voetbalclub uit Rio Branco in de staat Acre

## Geschiedenis
De club werd opgericht in 1966 en genoemd naar de beroemde Italiaanse club Juventus FC. Reeds in het eerste jaar werd het Campeonato Acreano gewonnen. De club was erg succesvol en won vele staatstitels. Na 1997 sloot de club zijn profafdeling en ging in lagere reeksen spelen tot ze opnieuw een profclub werden in 2003 en een jaar later ook opnieuw in de hoogste klasse speelden. In 2009 kon de club nog een keer de titel winnen.  

## Erelijst
Campeonato Acreano
1966, 1969, 1975, 1976, 1978, 1980, 1981, 1982, 1984, 1989, 1990, 1995, 1996, 2009
Torneio de Integração da Amazônia
1981, 1982

## Bekende ex-spelers
- Erivaldo Antonio Saraiva